# ريان بيل
ريان بيل (بالفرنسية: Ryan Bell) (و. 1984  م) هو لاعب كرة سلة كندي، شارك في بطولة كأس العالم لكرة السلة 2010، وبطولة أمم الأمريكتين لكرة السلة 2007، ودورة الألعاب الأمريكية 2007، وبطولة أمم الأمريكتين لكرة السلة 2009، مركز لعبه هو مدافع مسدد الهدف.

## التعليم
تعلم في جامعة كارلتون.

## روابط خارجية
- ريان بيل على موقع الاتحاد الدولي لكرة السلة (الإنجليزية)
- ريان بيل على موقع كرة السلة الأوروبية.كوم (الإنجليزية)
- ريان بيل على موقع ريلجم (الإنجليزية)
- ريان بيل على موقع بروبوليرز (الإنجليزية)
- ريان بيل على موقع سبورتس رفرنس (الإنجليزية)